# Tannadice Park

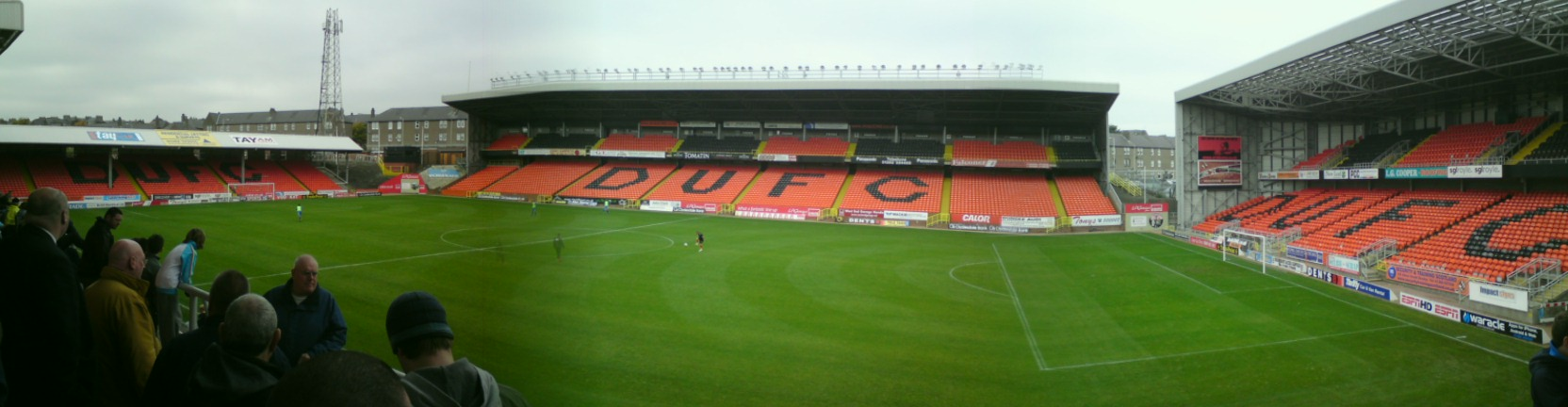
Imagen panorámica del estadio.

El Tannadice Park es un estadio de fútbol de la ciudad de Dundee, Escocia, y es sede del Dundee United FC de la Scottish Premiership. El Tannadice Park tiene un aforo de 14 209 espectadores y fue inaugurado en 1883.